# Uszew
Uszew – wieś (dawniej miasto) w Polsce położona w województwie małopolskim, w powiecie brzeskim, w gminie Gnojnik, w odległości 8 km na południe od Brzeska, przy drodze krajowej nr 75. Do 1954 roku siedziba gminy Uszew. 

## Historia
(...) Posiadłość nad Uszwicą - połowa Uszwi (Racława przekazała ją Wizynie w r. 1260) i wieś Pomianową były wcześniej własnością staniąteckiego prepozyta Pomiana i jego braci; wraz z klasztorem staniąteckim swą własność miały w obu tych wsiach cystersi z wielkopolskiego Ołoboku, którym Racława podarowała drugą połowę Uszwi. Zarówno Uszew - przekazana biskupom krakowskim przed r. 1346 - jak Pomianowa, która w czasach Długosza jest własnością szlachecką, nie utrzymały się długo we władaniu benedyktynek" (...).
Przed 1260 rokiem ten teren należał do Klemensa Gryfity z Brzeźnicy i jego żony Racławy. Obdarowaną była ich córka Wizyna, przełożona konwentu benedyktynek w Staniątkach. W 1317 roku Władysław Łokietek zezwolił klasztorowi na przeniesienie wsi Uszew z prawa polskiego na prawo niemieckie. Uszew uzyskał(a) lokację miejską przed 1346 rokiem, zdegradowany(a) z powodu konfliktu Spytka z Melsztyna z biskupem krakowskim Zbigniewem Oleśnickim i najazdu Spytki W grudniu 1438 roku. Spalony został dwór, ucierpiała ludność, a straty trzeba było odrabiać przez wiele lat. Te niesprzyjające okoliczności były prawdopodobnie przyczyną degradacji Uszwi z praw miejskich. Uszew była siedzibą klucza uszewskiego w czasach, kiedy była miastem. Uszew była wsią biskupstwa krakowskiego w powiecie szczyrzyckim w województwie krakowskim od końca XVI wieku do 1772 roku (I Rozbiór). 
W latach 1934–1954 wieś była siedzibą gminy Uszew, a w latach 1954–1969 gromady Uszew. W latach 1975–1998 miejscowość administracyjnie należała do województwa tarnowskiego.

## Demografia
Ludność w poszczególnych latach:
1998: 1488
2002: 1524  
2009: 1568  
2011: 1560  
2021: 1649  

## Zabytki
Obiekt wpisany do rejestru zabytków nieruchomych województwa małopolskiego.
- kościół parafialny pw. św. Floriana.

## Parafia
Parafia w Uszwi powstała prawdopodobnie pod koniec XIII w.: pierwsza wzmianka o jej istnieniu z 1325 roku. Dawny kościół parafialny, pw. Wszystkich Świętych istniał od XV do XVIII wieku, jednak spłonął. Obecny murowany z 1806 roku w stylu barokowym, konsekrowany przez bp T.G. Zieglera 13 czerwca 1824, pw. św. Floriana.

## Części wsi
| SIMC    | Nazwa             | Rodzaj    |
| ------- | ----------------- | --------- |
| 0819875 | Kąty              | część wsi |
| 0819906 | Skotnica Strońska | część wsi |
| 0819912 | Strona            | część wsi |
| 0819935 | Załęże            | część wsi |